# Western Freeway (Queensland)
Der Western Freeway ist eine Stadtautobahn in Brisbane im Südosten des australischen Bundesstaates Queensland. Der 5 km lange Freeway führt von der Milton Road (S32) in Toowong in den Westen von Indooroopilly, wo er zum Centenary Motorway (M5) wird. Im Verlauf des Freeway gibt es eine Kreuzung in Indooroopilly mit der Moggill Road (S33). Entlang des Freeway verläuft ein Radweg nach Toowong und zur Innenstadt von Brisbane.
Zurzeit werden Möglichkeiten zum Bau eines Bypass um Kenmore geprüft. Der sollte die M5 entlang eines reservierten Korridors mit Chuwar verbinden. Der Korridor wurde in den 1960er-Jahren für einen künftigen Freeway reserviert. Der Western Freeway wurde 1979 eröffnet.

## Ausfahrten und Kreuzungen
| Western Freeway |                               |                                  |                                                                                    |
| Ausfahrten Richtung Norden | Entfernung nach Brisbane (km) | Entfernung nach Springfield (km) | Ausfahrten Richtung Süden                                                          |
| Kreisverkehr (im Uhrzeigersinn nach Brisbane) Frederick Street nach Ashgrove (4 km) und zum Bruce Highway (29 km) Milton Road nach Brisbane (3.5 km) Miskin Street nach Toowong (1 km) Mount Coot-tha Road nach Mount Coot-tha (2 km), Springfield (27.5 km) und Sydney (987 km) |                               |                                  |                                                                                    |
| Kreisverkehr (im Uhrzeigersinn vom Freeway) Mount Coot-tha Road nach Bardon (1 km) und Mount Coot-tha (1,5 km) Mount Coot-tha Road nach Brisbane (4 km) |                               |                                  |                                                                                    |
| Ende Western Freeway M5 | 4,5                           | 26,5                             | Beginn Western Freeway M5                                                          |
| Beginn Western Freeway M5 weiter vom Centenary Motorway M5 | 9                             | 22                               | Indooroopilly, Kenmore Moggill Road                                                |
| Beginn Western Freeway M5 weiter vom Centenary Motorway M5 | 9                             | 22                               | Ende Western Freeway M5 weiter als Centenary Motorway M5 nach Springfield / Sydney |